# San Martín Jilotepeque

San Martín Jilotepeque é uma cidade da Guatemala do departamento de Chimaltenango.